# Pitu (plaats)
Pitu is een bestuurslaag in het regentschap Ngawi van de provincie Oost-Java, Indonesië. Pitu telt 4679 inwoners (volkstelling 2010).